# Aulnay-l'Aître

Aulnay-l'Aître este o comună în departamentul Marne, Franța. În 2009 avea o populație de 137 de locuitori.